# Decsi István (mesteredző)
Decsi István (Budapest, 1955. június 22. –) magyar vívó mesteredző.

## Pályafutása
A vívósporttal való ismerkedésének kezdete 1963. Angyalföldi Sportiskola ASI. Nevelőedzője Székelyhidi Tibor Ludovikát végzett főtiszti Borsody László a háború előtti vívósport legendás mesterének tanítványa. Versenyzői pályafutása 1969-ben kezdődött, korosztályos bajnoki címek, később junior válogatottság, majd felnőtt B válogatottságig vezetett a pályája.
1972-1993-ig első osztályú kardvívó, számos hazai és nemzetközi verseny döntőse. 
1973-1977 között az Újpesti Dózsa kardvívója ahol edzője Zarándi Csaba a modern kardvívás legkiemelkedőbb kardmestere.
1977-1993 között vidéki vívóklubok, előbb az Ózdi Kohász OKSE majd a miskolci DVTK versenyzője. 
Ózdon Szinyéri György a Sárospatakról érkező vívómester a trénere. 
Ez idő alatt 8 vidékbajnoki címet szerzett kardvívásban mellyel mindmáig rekorder. Versenyzői pályafutása utolsó bő évtizedében vívóedzői feladatokat is ellátott a sportágban.
1982-ben végezett a Testnevelési Főiskola vívómesteri szakán. Edzői pályája 1981-ben kezdődött Ózdon. Tanítványa 1992-ben indul először világversenyen (Decsi András Kadet vb. Bonn) ez évtől kezdve 2020-ig bezáróan minden évben képviseli versenyzője a magyar színeket különböző korosztályokban.

## Érmes versenyzői
- Decsi András – UTE
- Dr. Decsi Tamás – UTE, BSE, KVSE
- Csikány Mihály – BSE
- Kocsis Zsolt – BSE
- Baaken Mátyás – KVSE
- Kern Bianka – KVSE

Decsi András az UTE első kard világbajnoka, junior Európa bajnok, Felnőtt Eb ezüstérmes. A 2016-os Riói olimpiát követően, ahol versenyzője Szilágyi Áron aranyérmes, a felnőtt válogatott vezetője.  A négy éves olimpiai ciklus alatt a kard válogatott az újkori vívástörténetben először Európa-bajnok, illetve mind Eb-n illetve vb-n dobogós.
Kisebbik fia, kiemelkedő tanítványa, Dr. Decsi Tamás, aki 2000-es madeirai Eb óta a felnőtt válogatott tagja, junior és felnőtt Európa és világbajnok, és olimpikon.
Decsi István 2000 és 2005 között a junior kard válogatott igen eredményes időszakában vezetőedzője. 
2004-es athéni játékokon korábbi tanítványa Kembe Sorel olimpikon felkészítője, mint kongói kardkapitány (2003-2005).
2009-ben megalapítja korábbi tanítványaival a Kertvárosi vívó SE-t. Szűkebb pátriájában a XVI. kerületben. A KVSE-ben, melynek a kezdetektől elnöke, népszerűvé válik a kardvívás, mind a szabadidő, mind a versenysport területén. Edzői korábbi tanítványai közül kerülnek ki, sportolói létszámuk tartósan 200 körül mozog versenyzőik számos hazai és nemzetközi verseny bajnokai, érmes kardvívói. A klub tíz éves évfordulóját a vívás legendái a múlt és jelen nagy bajnokai közösen ünnepeltek.

## Kitüntetések, díjak
- Az év kadet vívóedzője  (1994, 1998)
- Az év junior vívóedzője (1996, 1999, 2001)
- Az év felnőtt vívóedzője (2009)
- Mesteredző (2013)
- A Magyar Érdemrend lovagkeresztje(2022)